# Dłużyna (Rudawy Janowickie)
Dłużyna (niem. Lange Berg, 465 m n.p.m.) – wzniesienie w południowo-zachodniej Polsce, w Sudetach Zachodnich, w Rudawach Janowickich, w obrębie Wzgórz Karpnickich.

## Położenie
Wzniesienie położone jest w Sudetach Zachodnich, w zachodniej części Rudaw Janowickch, we środkowej części Wzgórz Karpnickich. Na południowym wschodzie, poprzez bezimienną przełęcz łączy się z Czartowcem, a na północy z Lisiakiem.

## Charakterystyka
Wzniesienie stanowi wyraźny szczyt we wschodnim grzbiecie Wzgórz Karpnickich, dominujący od północnego wschodu nad Gruszkowem.

## Budowa geologiczna
Wzniesienie zbudowane z waryscyjskich granitów karkonoskich oraz przecinających je żył lamprofirów. Na szczycie znajduje się skałka "Graniczny Kamień" zbudowana z lamprofiru.

## Roślinność
Cały szczyt i zbocza porasta las świerkowy.

## Ochrona przyrody
Wzniesienie położone jest na terenie Rudawskiego Parku Krajobrazowego.